# Amynthas agrestis
Espèce
Statut de conservation UICN

LC : Préoccupation mineure
Amynthas agrestis est une espèce de vers de terre de la famille des Megascolecidae, originaire d'Extrême-Orient. Surnommé « ver fou » ou « ver sauteur asiatique », ce ver est capable de bondir jusqu'à 30 cm de haut. Pouvant mesurer jusqu'à 20 cm de long, c'est une espèce invasive aux États-Unis, causant des modifications importantes de la chimie des sols à cause de leur consommation vorace de la litière forestière,.

## Description

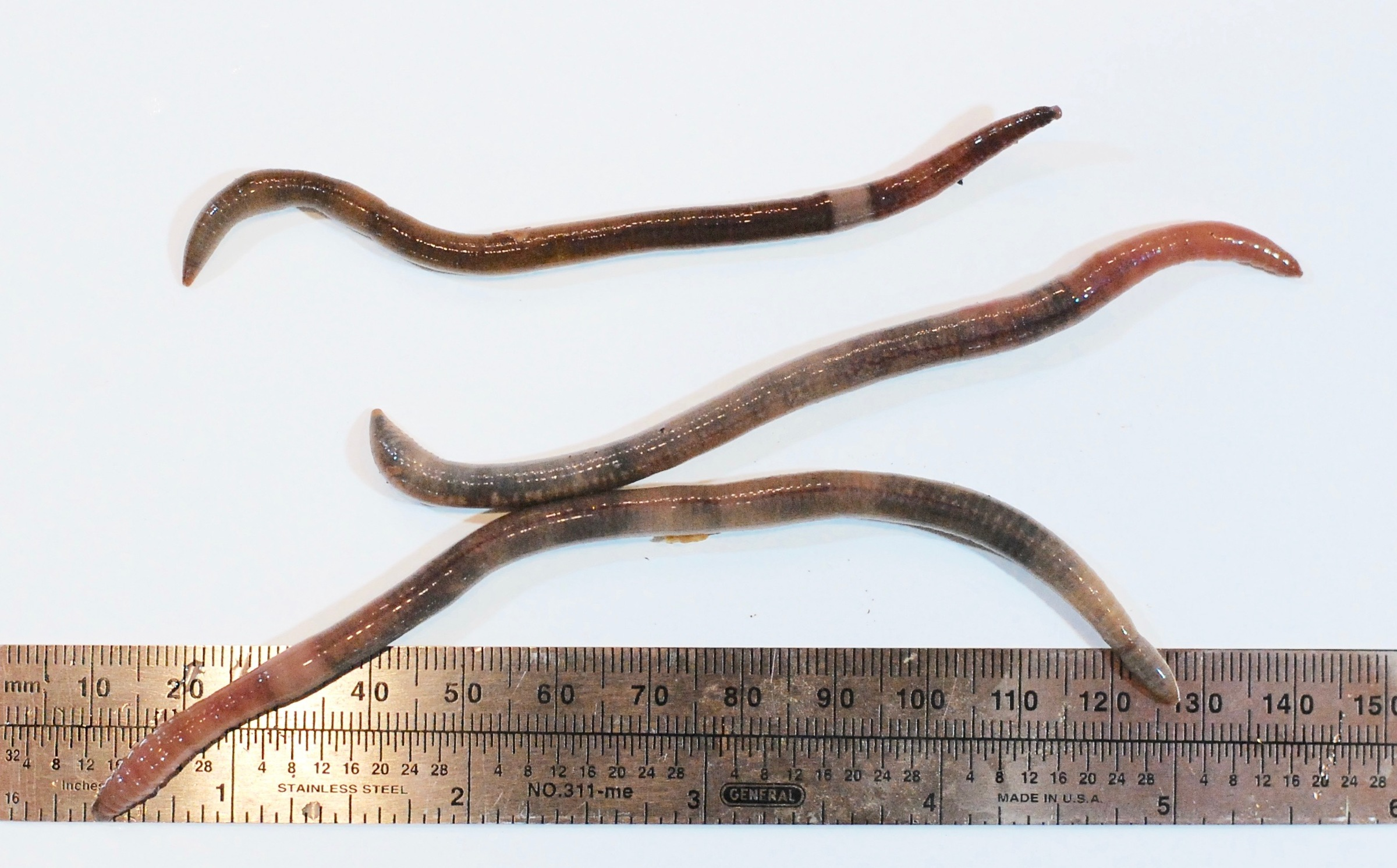
Amynthas agrestis.

Ver sautant.

Amynthas agrestis est un ver de terre de taille modérée, vivant en surface (épigé), d'une taille adulte de 70–160 mm de longueur et de 5–8 mm de largeur. Les spécimens vivants sont rouges, mais apparaissent souvent légèrement brunâtres ou violacés, avec quelques irisations. Ce ver se déplace d'un mouvement serpentin et s'agite/saute lorsqu'il est dérangé, et il autotomise souvent (mais pas toujours) une région postérieure de son corps pour se défendre. Comme chez les autres espèces du genre Amynthas, le clitellum est pâle et entoure le corps entier dans les segments 14-16, chaque segment ayant un anneau de nombreuses (40 ou plus) soies (perichaetine) au milieu du segment. Ce groupe de vers de terre est identifié par le nombre et l'emplacement des pores sexuels et des renflements (marques génitales) sur le corps et par la forme des organes sexuels (spermathèques) et somatiques (cæcums intestinaux). A. agrestis est généralement dépourvu de pores mâles et de marques génitales postérieures au clitellum (tous deux se trouvent ventralement dans le segment 18) ; lorsqu'ils sont présents, les pores sont petits et en forme de fente, et les marques sont de grands coussinets circulaires, légèrement concaves, juste antérieurs et médians par rapport aux pores. A. agrestis a typiquement trois paires de pores spermathèques ventralement au niveau du sillon inter-segmentaire entre les segments 5 et 6, 6 et 7, et 7 et 8, avec des spermathèques correspondantes à l'intérieur des segments 6, 7 et 8. Le nombre de spermathèques peut être réduit. Les marques génitales antérieures au clitellum sont souvent absentes ; lorsqu'elles sont présentes, elles apparaissent comme des zones légèrement décolorées et ridées situées ventralement dans les segments 7 et/ou 8. Elles peuvent être simples/médianes ou paires. Les spermathèques ont un canal plus court que l'ampoule, avec un diverticule mince et cylindrique plus long que le canal et l'ampoule combinés. Les glandes prostatiques sont généralement absentes mais, lorsqu'elles sont présentes, elles se trouvent dans le segment 23 et peuvent s'étendre jusqu'au segment 16. Les cæcums intestinaux pairs ont 5 à 7 divisions en forme de doigts. Ils se séparent de l'intestin au niveau du segment 27 et s'étendent vers l'avant sur quelques segments.
A. agrestis et d'autres espèces de ce groupe peuvent être difficiles à identifier en raison de la variabilité de plusieurs caractéristiques. Dans le cas de spécimens mal conservés, l'identification peut être encore plus difficile. L'identification sûre de l'espèce nécessite la dissection d'un spécimen adulte pour confirmer l'emplacement et la forme des spermathèques, des cæcums intestinaux et d'autres structures.
Sur la base des caractéristiques morphologiques, les juvéniles ne peuvent être identifiés que comme phérétimoïdes (Amynthas ou genres apparentés). Les organes internes se développent progressivement, de sorte que des juvéniles de taille modérée peuvent parfois être identifiés avec certitude par dissection.

## Habitat et répartition

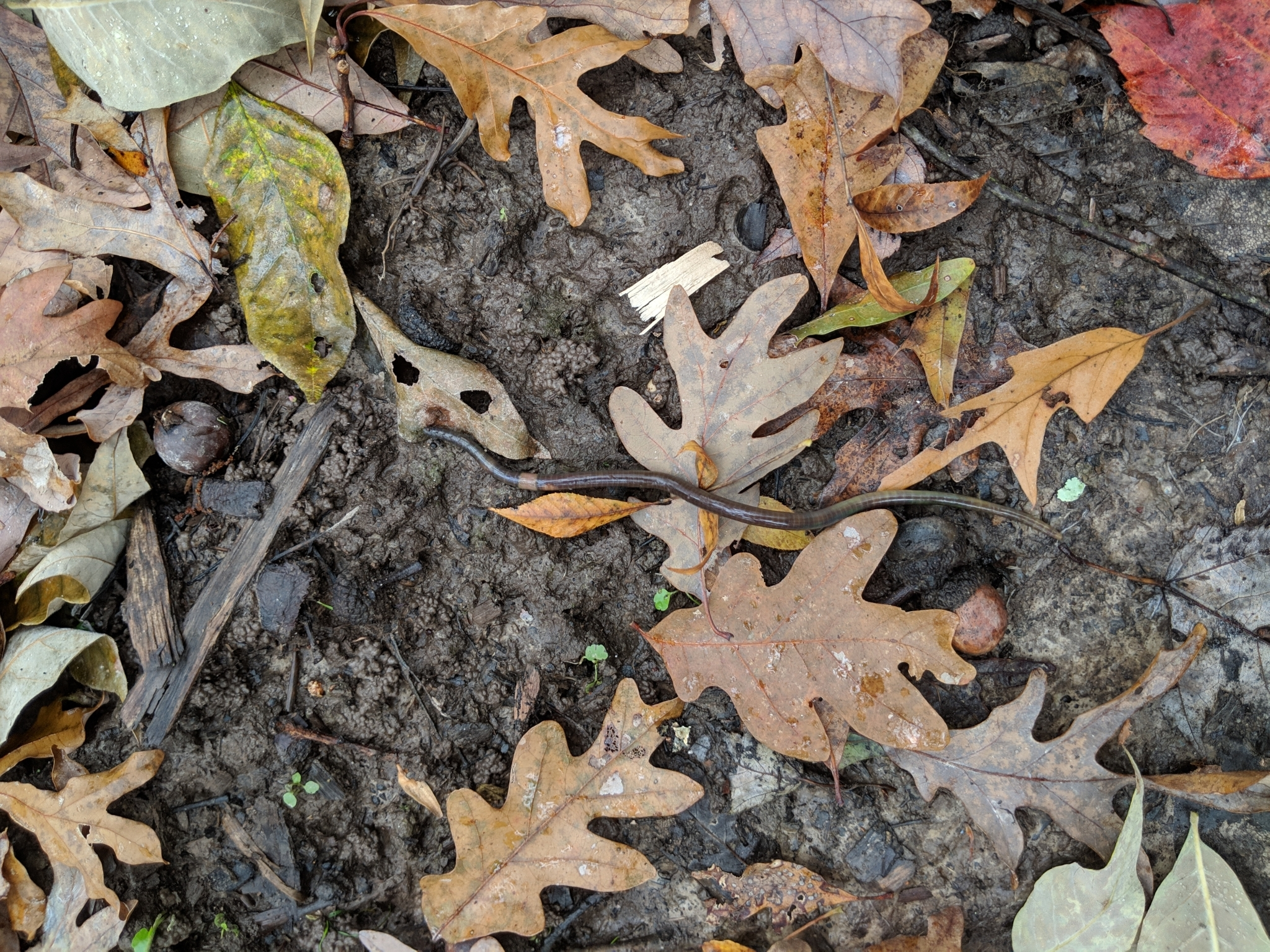
Amynthas agrestis sur sol de feuilles mortes.

L'aire de répartition d'origine de l'espèce recouvre les quatre îles principales du Japon et la péninsule coréenne,. À la suite de son introduction, elle est largement répandue dans l'est de l'Amérique du Nord, de l'Alabama et de la Géorgie au New Hampshire et au Vermont, en passant par la Louisiane, le Texas, l'Oklahoma, le Wisconsin, l'Ontario et le Maine. Elle est aussi présente en Alaska et au Canada. En plus des habitats naturels ou entretenus, tels que les arboretums, l'espèce vit dans de nombreux habitats créés par l'homme : cultures, pépinières, tas de compost, etc.

## Cycle de vie
Tous les vers de terre sont hermaphrodites et beaucoup, y compris A. agrestis, ont développé la parthénogenèse. Ainsi, la plupart des individus sont dépourvus de pores mâles et/ou d'autres parties du système sexuel mâle. Contrairement à de nombreux vers de terre, A. agrestis a un cycle de vie annuel. Ils hivernent sous forme de cocons, éclosent au printemps, atteignent l'âge adulte en été, pondent des cocons et tous les adultes meurent en hiver. A. agrestis pond des cocons sphériques ou subsphériques d'un diamètre légèrement inférieur à 2 mm. La couleur du cocon est variable, allant du jaune au rouge en passant par le brun. La plupart des cocons contiennent un individu, mais environ 2 % contiennent deux individus. La viabilité des cocons après quatre mois est comprise entre 60 et 70 %. Les structures sexuelles externes ne se développent pas avant l'approche de la maturité sexuelle.
A. agrestis est un bioaccumulateur de métaux lourds, en particulier le sélénium, le zinc, le cadmium et le mercure.

## Espèce invasive

### Causes de propagation
Il est probable que l'espèce ait été introduite involontairement à partir de la terre ou d'autres matières organiques accompagnant des plantes en provenance d'Asie. 
Une autre voie de dispersion a été l'utilisation de l'espèce comme appât pour les pêcheurs à la ligne. De nombreux habitats naturels envahis se trouvent à proximité de zones de pêche importante.

### Impacts
A. agrestis modifie la chimie et la structure physique de la couche de litière et du sol supérieur, et devrait donc avoir un impact sur tous les organismes qui utilisent ces horizons. L'élimination rapide de la litière, en particulier, affecte de nombreux animaux détritivores et habitants de la litière.

## Ennemis naturels
Les mille-pattes de l'espèce Scolopocryptops sexspinosus et ceux de la famille des Cryptopidae, l'écrevisse Faxonius rusticus, le planaire Bipalium adventitium, la sangsue Nephelopsis obscura et les salamandres Desmognathus monticola, Plethodon metcalfi et Plethodon teyahalee sont des prédateurs avérés d'A. agrestis.

## Systématique
Le nom valide complet (avec auteur) de ce taxon est Amynthas agrestis (Goto (d) & Hatai (d), 1899). L'espèce a été décrite à l'origine dans le genre Perichaeta, puis transférée dans le genre Pheretima et enfin dans le genre Amynthas par Sims et Easton en 1972. 
Amynthas agrestis a pour synonyme :
- Perichaeta agrestis Goto & Hatai, 1899

## Publication originale
- (en) Seitarō Gotō et Shinkishi Hatai, « New or imperfectly known species of earthworms. No. 2 », Annotationes zoologicae Japonenses, Tokyo, First High School, vol. 3, no 1,‎ 1899, p. 13-24 (ISSN 0003-5092, OCLC 1481445)..